# Daimler-Benz Aerospace
Daimler-Benz Aerospace AG (сокращённо DASA) — не существующая ныне немецкая аэрокосмическая корпорация, подразделение Daimler-Benz AG. Образованная в 1989 году, корпорация выпускала военные и гражданские самолёты и вертолёты, космические системы и другие виды высокотехнологичной продукции.
Прекратила существование в 2000 году, из-за слияния с французской Aerospatiale-Matra и испанской СASA в один концерн под названием EADS.

## История
DASA (Deutsche Aerospace Aktiengesellschaft, Deutsche Aerospace AG) была основана 19 мая 1989 года слиянием  аэрокосмических подразделений Daimler-Benz, MTU München, и Dornier Flugzeugwerke. В декабре 1989 года Daimler-Benz купил Messerschmitt-Bölkow-Blohm и влил его в DASA.
В марте 1990 года, Daimler-Benz начал реструктуризацию корпорации, интегрируя подразделения слившихся компаний в 5 производственных групп: самолетостроение, космические системы, оборона и гражданские системы/двигатели. Часть компаний продолжала работать какое-то время под своими собственными названиями, но в 1992 году большинство были реорганизованы (Daimler-Benz Aerospace AG).
В том же 1992 году была организована вертолётная группа на базе  Aérospatiale, получившая название Еврокоптер.
1 января 1995 года, компания поменяла своё название на Daimler-Benz Aerospace AG. 7 ноября 1998 года, во время  слияния Daimler Benz и корпорации Chrysler, корпорация была переименована в DaimlerChrysler Aerospace AG.
10 июля 2000 года DASA (без MTU, которая вернулась в Даймлер) объединилась с французской Aérospatiale-Matra и испанской CASA, создав   EADS.
DASA был крупнейшим экспортером вооружений в Германии. Однако, главным бизнесом компании был немецкий компонент работы в Airbus и вклад Германии в успешный запуск европейской космической ракеты Ариан. Кроме того, компания была главным подрядчиком и субподрядчиком при производстве многих научных спутников, космических проектов, в том числе модуля МКС «Коламбус».
Бывшее DaimlerChrysler Aerospace сейчас работает как EADS Германия.
- MBB

## Продукция DASA
- X-Mir Inspector